# Hypergeometrische Differentialgleichung
Im Jahr 1778 wurde von Leonhard Euler die Lösung der hypergeometrischen Differentialgleichung angegeben. Sie steht in engem Zusammenhang mit der Gaußschen hypergeometrischen Funktion, die zuerst von Carl Friedrich Gauß systematisch untersucht wurde.

## Hypergeometrische Differentialgleichung
Die hypergeometrische Funktion {\displaystyle \textstyle {}_{2}F_{1}(a,b;c;z)=\sum _{k=0}^{\infty }{\frac {\Gamma (a+k)\,\Gamma (b+k)\,\Gamma (c)}{\Gamma (a)\,\Gamma (b)\,\Gamma (c+k)}}{\frac {z^{k}}{k!}}}, wobei {\displaystyle \Gamma (\cdot )} die Gammafunktion bezeichnet, genügt der linearen Differentialgleichung 2. Ordnung:
{\displaystyle z(1-z){\frac {\rm {d^{2}}}{{\rm {d}}z^{2}}}\;{}_{2}F_{1}(a,b;c;z)+\left[c-(a+b+1)z\right]{\frac {\rm {d}}{{\rm {d}}z}}\;{}_{2}F_{1}(a,b;c;z)-ab\;{}_{2}F_{1}(a,b;c;z)=0}.

## Singularitäten
Die Differentialgleichung 2. Ordnung besitzt drei hebbare Singularitäten, deren Werte im Folgenden bestimmt werden.
Ausgehend von der Hypergeometrischen Differentialgleichung in der Darstellung
{\displaystyle {\frac {\rm {d^{2}}}{{\rm {d}}z^{2}}}\;{}_{2}F_{1}(a,b;c;z)+p(z){\frac {\rm {d}}{{\rm {d}}z}}\;{}_{2}F_{1}(a,b;c;z)-q(z)\;{}_{2}F_{1}(a,b;c;z)=0}
mit
{\displaystyle p(z)={\frac {c-(a+b+1)z}{z(1-z)}}={\frac {c-cz+(c-a-b-1)z}{z(1-z)}}={\frac {c}{z}}+{\frac {c-a-b-1}{1-z}}}
und
{\displaystyle q(z)={\frac {ab}{z(1-z)}}}
erhält man die beiden hebbaren Singularitäten bei {\displaystyle z=0} und {\displaystyle z=1}.
Die dritte hebbare Singularität wird durch die Substitution {\displaystyle \textstyle t={\frac {1}{z}},{\frac {{\rm {d}}t}{{\rm {d}}z}}={\frac {-1}{z^{2}}}=-t^{2}} erhalten. Zunächst werden dazu die Ableitungen der hypergeometrische Funktion wie folgt substituiert:
{\displaystyle {\frac {\rm {d}}{{\rm {d}}z}}\;{}_{2}F_{1}(a,b;c;z)={\frac {\rm {d}}{{\rm {d}}t}}\;{}_{2}F_{1}(a,b;c;t)\cdot {\frac {{\rm {d}}t}{{\rm {d}}z}}=-t^{2}\cdot {\frac {\rm {d}}{{\rm {d}}t}}\;{}_{2}F_{1}(a,b;c;t)}
und
{\displaystyle {\begin{aligned}{\frac {\rm {d^{2}}}{{\rm {d}}z^{2}}}\;{}_{2}F_{1}(a,b;c;z)&={\frac {\rm {d}}{{\rm {d}}t}}{\Big (}-t^{2}\cdot {\frac {\rm {d}}{{\rm {d}}t}}\;{}_{2}F_{1}(a,b;c;t){\Big )}\cdot {\frac {{\rm {d}}t}{{\rm {d}}z}}\\&=-t^{2}{\Big (}-2t\cdot {\frac {\rm {d}}{{\rm {d}}t}}\;{}_{2}F_{1}(a,b;c;t)-t^{2}\cdot {\frac {\rm {d^{2}}}{{\rm {d}}t^{2}}}\;{}_{2}F_{1}(a,b;c;t){\Big )}\\&=t^{4}\cdot {\frac {\rm {d^{2}}}{{\rm {d}}t^{2}}}\;{}_{2}F_{1}(a,b;c;t)+2t^{3}\cdot {\frac {\rm {d}}{{\rm {d}}t}}\;{}_{2}F_{1}(a,b;c;t)\end{aligned}}}
Somit nimmt die hypergeometrische Differentialgleichung, nach Division durch {\displaystyle t^{4}}, folgende Gestalt an:
{\displaystyle {\frac {\rm {d^{2}}}{{\rm {d}}t^{2}}}\;{}_{2}F_{1}(a,b;c;t)+{\tilde {p}}(t)\cdot {\frac {\rm {d}}{{\rm {d}}t}}\;{}_{2}F_{1}(a,b;c;t)-{\tilde {q}}(t)\;{}_{2}F_{1}(a,b;c;t)=0}
mit
{\displaystyle {\tilde {p}}(t)={\frac {2}{t}}+{\frac {1}{t^{2}}}p(z={\tfrac {1}{t}})={\frac {2}{t}}+{\frac {1}{t^{2}}}{\Big (}ct+{\frac {c-a-b-1}{1-{\frac {1}{t}}}}{\Big )}={\frac {c+2}{t}}+{\frac {c-a-b-1}{t(t-1)}}}
und
{\displaystyle {\tilde {q}}(t)={\frac {1}{t^{4}}}q(z={\tfrac {1}{t}})={\frac {1}{t^{4}}}{\frac {ab}{{\frac {1}{t}}(1-{\frac {1}{t}})}}={\frac {ab}{t^{2}(t-1)}}}
Demnach besitzt die hypergeometrische Differentialgleichung zudem bei {\displaystyle z={\tfrac {1}{t}}=\infty } eine hebbare Singularität.

## Lösung der hypergeometrischen Differentialgleichung
Mit dem Potenzreihenansatz {\displaystyle \textstyle u(z)=\sum _{k=0}^{\infty }u_{k}z^{k}} mit komplexen Koeffizienten {\displaystyle u_{k}} lautet die hypergeometrische Differentialgleichung:
{\displaystyle z(1-z){\frac {\rm {d^{2}}}{{\rm {d}}z^{2}}}\sum _{k=0}^{\infty }u_{k}z^{k}+\left[c-(a+b+1)z\right]{\frac {\rm {d}}{{\rm {d}}z}}\sum _{k=0}^{\infty }u_{k}z^{k}-ab\sum _{k=0}^{\infty }u_{k}z^{k}=0}.
Nach Ausführung der Ableitungen ergibt sich die Darstellung
{\displaystyle z(1-z)\sum _{k=2}^{\infty }k(k-1)u_{k}z^{k-2}+\left[c-(a+b+1)z\right]\sum _{k=1}^{\infty }ku_{k}z^{k-1}-ab\sum _{k=0}^{\infty }u_{k}z^{k}=0}.
Zusammenfassen der Potenzen von {\displaystyle z} führt zu
{\displaystyle \sum _{k=2}^{\infty }k(k-1)u_{k}z^{k-1}-\sum _{k=2}^{\infty }k(k-1)u_{k}z^{k}+c\sum _{k=1}^{\infty }ku_{k}z^{k-1}-(a+b+1)\sum _{k=1}^{\infty }ku_{k}z^{k}-ab\sum _{k=0}^{\infty }u_{k}z^{k}=0}.
Mittels Indexverschiebung ergibt sich
{\displaystyle \sum _{k=0}^{\infty }(k+1)ku_{k+1}z^{k}-\sum _{k=0}^{\infty }k(k-1)u_{k}z^{k}+c\sum _{k=0}^{\infty }(k+1)u_{k+1}z^{k}-(a+b+1)\sum _{k=0}^{\infty }ku_{k}z^{k}-ab\sum _{k=0}^{\infty }u_{k}z^{k}=0}.
Diese Gleichung ist offensichtlich dann erfüllt, wenn:
{\displaystyle (k+1)ku_{k+1}-k(k-1)u_{k}+c(k+1)u_{k+1}-(a+b+1)ku_{k}-abu_{k}=0}.
Somit ist für den Koeffizienten {\displaystyle u_{k}} folgende Rekursion gefunden:
{\displaystyle {\begin{aligned}u_{k+1}&={\frac {k(k-1)+(a+b+1)k+ab}{(k+1)k+c(k+1)}}u_{k}\\&={\frac {k^{2}-k+ka+kb+k+ab}{(c+k)(1+k)}}u_{k}\\&={\frac {k^{2}+ka+kb+ab}{(c+k)(1+k)}}u_{k}\\&={\frac {(a+k)(b+k)}{(c+k)(1+k)}}u_{k}\\&={\frac {(a,k)(b,k)}{(c,k)(1,k)}}u_{0}\end{aligned}}}
Hierbei bezeichnet {\displaystyle (x,n)\equiv {\tfrac {\Gamma (x+n)}{\Gamma (x)}}} das Pochhammer-Symbol.
Wird als Anfangswert {\displaystyle u_{0}=1} gesetzt, so lautet die erste Basislösung der hypergeometrischen Differentialgleichung:
{\displaystyle u(z)={}_{2}F_{1}(a,b;c;z)=\sum _{k=0}^{\infty }{\frac {(a,k)(b,k)}{(c,k)(1,k)}}z^{k}=\sum _{k=0}^{\infty }{\frac {\Gamma (a+k)\,\Gamma (b+k)\,\Gamma (c)}{\Gamma (a)\,\Gamma (b)\,\Gamma (c+k)}}{\frac {z^{k}}{k!}}}.
Für {\displaystyle c\notin \mathbb {Z} } erhält man als zweite linear unabhängige Basislösung
{\displaystyle v(z)=z^{1-c}{}_{2}F_{1}(a-c+1,b-c+1;2-c;z)}
Beide zusammen spannen den gesamten Lösungsraum der hypergeometrischen Differentialgleichung auf:
{\displaystyle y(z)=C_{1}u(z)+C_{2}v(z)} mit {\displaystyle C_{1},C_{2}\in \mathbb {C} }